# اوپن‌دی‌ان‌اس
اوپن‌دی‌ان‌اس (انگلیسی: OpenDNS) شرکت نرم‌افزار آمریکایی است، که در سال ۲۰۰۵ تأسیس شد.